# Wilhelm Stieda
Wilhelm Karl Stieda, född 1 april 1852 i Riga, död 21 mars 1933 i Leipzig, var en tysk nationalekonom, statistiker och socialhistoriker.
Stieda var 1878–82 professor i nationalekonomi i Dorpat och 1882–84 verksam vid Tyska rikets statistiska centralbyrå samt blev professor i statsvetenskap 1884 i Rostock och 1898–1923 i Leipzig, där han även var rektor 1916–17. Stiedas författarskap ägnades särskilt åt socialstatistik, ekonomisk historia och socialpolitik. Han redigerade även de av Verein für Socialpolitik utgivna, omfattande "Untersuchungen über die Lage des Hausiergewerbes in Deutschland" (Schriften des Vereins, band 77–81, 83, 88, Leipzig 1878–99) och utgav en bearbetad nyutgåva av Wilhelm Roschers "Nationalökonomik des Handels- und Gewerbfleisses" (sjunde upplagan 1899) samt författade en rad artiklar till "Handwörterbuch der Staatswissenschaften" (utgiven av bland andra Johannes Conrad). Ett av Stiedas huvudämnen var Hansans kommersiella historia.